# Arnold Vogelaar
Arnoldus (Arnold) Vogelaar (Numansdorp, 11 mei 1942 – Bruinisse, 15 februari 2010) was een Nederlands politicus van het CDA.
Op 15-jarige leeftijd ging hij werken op de gemeentesecretarie van Strijen. In 1960 werd Vogelaar adjunct-commies bij de afdeling bevolking van de gemeente Hendrik-Ido-Ambacht en weer vier jaar later maakte hij de overstap naar Mijnsheerenland-Westmaas waar hij eerst sous-chef van de afdeling financiën en later chef van de afdeling algemene zaken werd. Hierna ging hij werken bij de gemeente Maasland waar hij in 1973 gemeentesecretaris werd als opvolger van Jacob van den Brink die daar burgemeester was geworden. In 1990 volgde zijn benoeming tot burgemeester van Bruinisse wat hij zou blijven tot die gemeente op 1 januari 1997 opging in de gemeente Schouwen-Duiveland. Enkele weken later werd hij waarnemend burgemeester van Rijnsburg welke functie Vogelaar vervulde tot mei van dat jaar toen Arie van der Lee daar tot burgemeester benoemd werd.
In juni 1999 werd hij waarnemend burgemeester van Hontenisse en in december van dat jaar werd hij daar de burgemeester. Op 1 januari 2003 ging Hontenisse op in de gemeente Hulst waarmee zijn functie kwam te vervallen. Daarna keerde Vogelaar terug naar Bruinisse waar hij begin 2010 overleed op 67-jarige leeftijd.